# La Sœur d'Ursula
Pour plus de détails, voir Fiche technique et Distribution.
La Sœur d'Ursula (La sorella di Ursula) est un giallo italien écrit et réalisé par Enzo Milioni (it), sorti en 1978.

## Synopsis
Deux sœurs ayant récemment hérité, Ursula et son aînée Dagmar, viennent passer des vacances en Italie dans un magnifique hôtel sur la côte amalfitaine, au bord de la mer Tyrrhénienne. Mais elles sont toutes les deux traumatisées par un douloureux souvenir : abandonnées par leur mère, une actrice renommée, elles ont assisté à la lente et longue dépression de leur père puis à son suicide. 
Névrosée, Ursula fuit les hommes et se réfugie dans sa chambre tandis que Dagmar s'adonne à une libido effrénée. Séductrice et sexy, Dagmar attire tous les hommes de l'île. Deux hommes lui font les yeux doux : le directeur de l'hôtel, Roberto Delleri, dans la cinquantaine et un jeune drogué fragile, Filippo  Andrei. Ce dernier est l'amant de Stella Shining, une chanteuse de seconde zone qui se produit durant l'été dans le night-club de l'hôtel. Alors qu'Ursula refuse de sortir de sa bulle, Dagmar profite de son séjour en couchant avec la gent masculine.
Mais leurs vacances sont perturbées par la découverte du cadavre atrocement mutilé d'une prostituée aux abords de l'hôtel. Puis un couple est ensuite découvert mort. Un tueur en série rôde dans les alentours et assassine ses victimes avec un godemichet en bois...

## Fiche technique
- Titre original : La sorella di Ursula
- Titre français : La Sœur d'Ursula
- Réalisation et scénario : Enzo Milioni (it)
- Montage : Francesco Bertuccioli
- Musique : Mimì Uva
- Photographie : Vittorio Bernini
- Production : Armando Bertuccioli
- Société de production et distribution : Supercine
- Pays d'origine :  Italie
- Langue originale : italien
- Format : couleur
- Genre : Giallo
- Durée : 90 minutes
- Date de sortie : 1978

## Distribution
- Stefania D'Amario (it) : Dagmar Beyne
- Barbara Magnolfi : Ursula Beyne
- Vanni Materassi (it) : Roberto Delleri
- Marc Porel : Nardi, le policier sous couverture
- Yvonne Harlow : Stella Shining
- Antiniska Nemour (it) : Jenny
- Anna Zinnemann (it) : Vanessa
- Giancarlo Zanetti (it) : Filippo Andrei